# Border collie
A border collie közepes méretű terelőkutya, általános vélekedés szerint a legintelligensebb kutyafajta. Elsősorban munkakutyaként, haszonállatok (főleg juhok) terelésére, de kedvtelésből is tartják. Ősei az egykor a Brit-szigeten elterjedt, de később az angol-skót határrégióban tenyésztett terelőkutyák.
A fajta energetikus, akrobatikus és sportos; a különféle akadályversenyeken sikeresen szokott szerepelni.

## Külső ismertető
Közepes termetű, intelligens pásztorkutya. Feje elkeskenyedő, szeme sötétbarna, a felemás szemszín csak merlék esetén megengedett. Füle félig lelóg, de megengedett az álló és a lelógó fül is. Szőre hosszú, lábai elején és fején rövid. Farka hosszú, vége kicsit felkunkorodó, a hátra feltett farok nem megengedett. Lábai fehérek, pofáján fehér csík, farka végén fehér folt és mellkasán és hasán is fehér szőrzet van. Lábai párhuzamosak, teste izmos és karcsú, szeme kifejező. Sokféle szín elfogadott, legnépszerűbb a fekete-fehér. Kanok marmagassága 49-53 cm, szukáké kicsit alacsonyabb.

## Eredete
Már a neve is utal földrajzi származására. A Border Collie nevében ez esetben az angol "border" (határ) szó az Anglia és Skócia közötti határvidékre utal, így tehát nem meglepő, hogy Skócia és Anglia határvidékéről származik. Azért tenyésztették, hogy a zord teleken őrizze a nyájat. Ezeknek a kutyáknak az utódait később a lengyel alföldi pásztorkutyával, majd a skót juhászkutyával keresztezték. Elsőként John Caius ír 1576-ban megjelent “De Cannibus Britannicus” (engl. „Of Englishe Dogges) című könyvében erről a robusztus és munkaszerető kutyáról, mely úgy összetartja a juhnyájat, mint semelyik másik fajta. Noha akkor még nem “Border Collie” néven váltak ismertté, Caius jellemzése nagyon közel állt a ma ismert kutyafajtához.

## Tulajdonságai és igényei
Értelmes, tanulékony fajta, igényli a foglalkozást. Eredetileg pásztorkutyának tenyésztették, de manapság sokan használják sport, kiállítási és hobbi célokra is. Szőre lehet hosszú vagy rövid. Kiállításra a hosszú szőr megengedett. Bundája nem igényel sok foglalkozást, de nem árt hetente egyszer átfésülni. Emberkedvelő, ha időben más háziállatok közé kerül, akkor azokat sem bántja. Domináns lehet, és terelő ösztöne miatt csipkedheti a lábunkat, de gazdájának mindig meg akar felelni, ezért olyan kiváló munkakutya. Hatalmas mozgásigénye miatt nem igazán ajánlott lakásban tartani, de ha mindennap le van mozgatva, ott is jól érzi magát.

## Képek

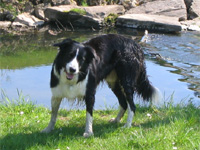
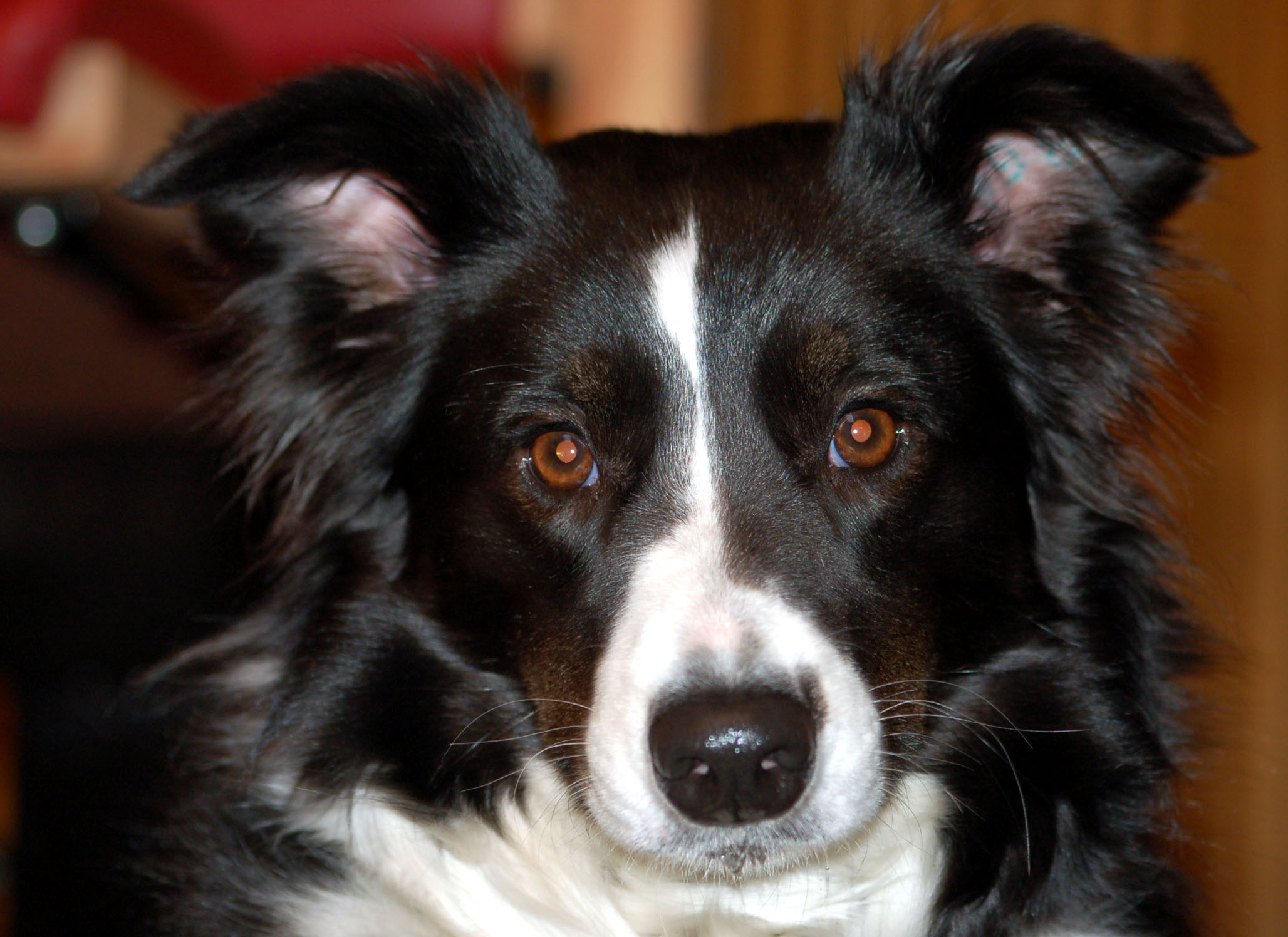
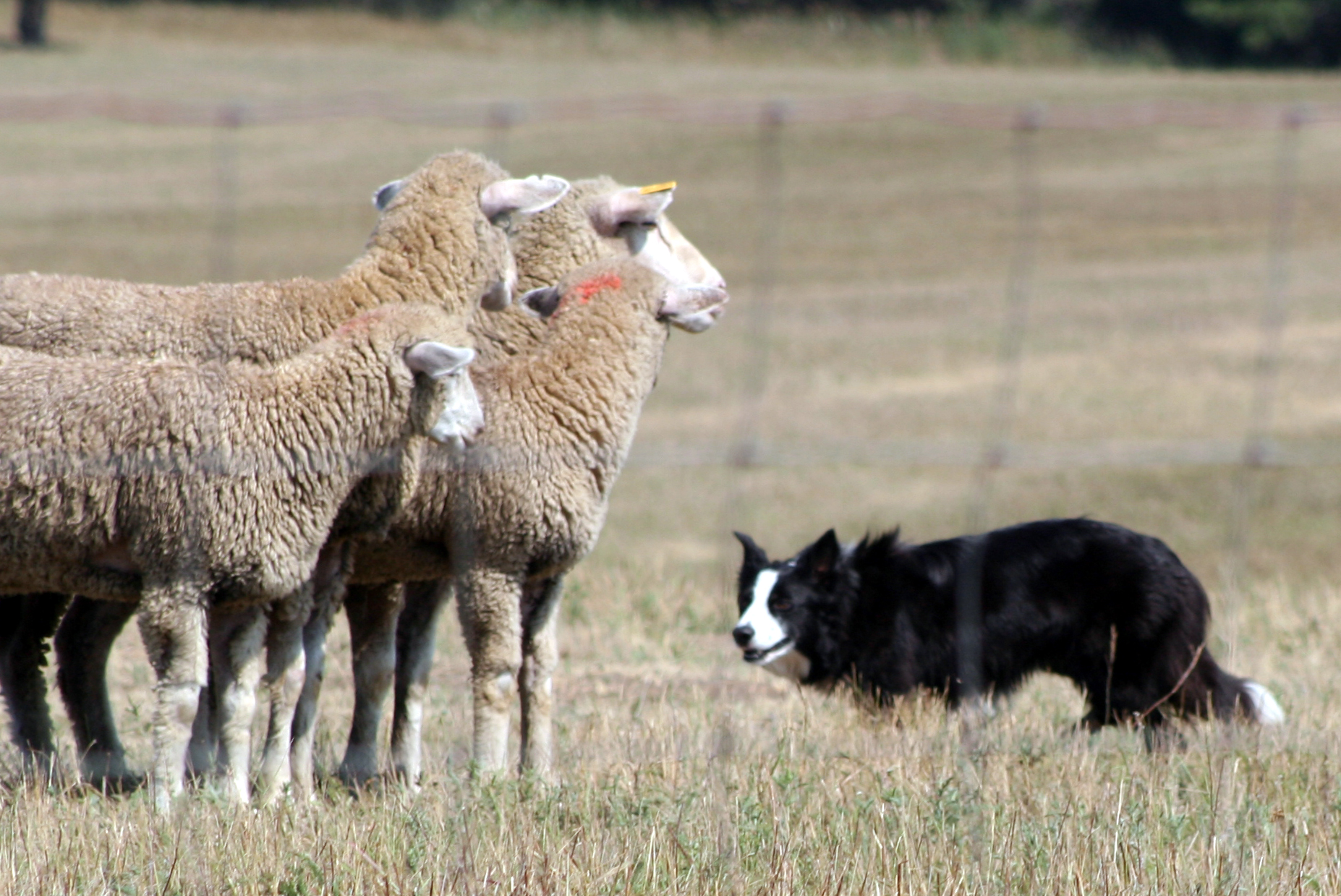
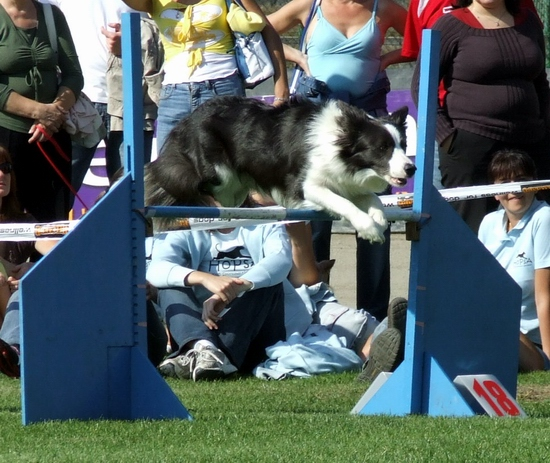
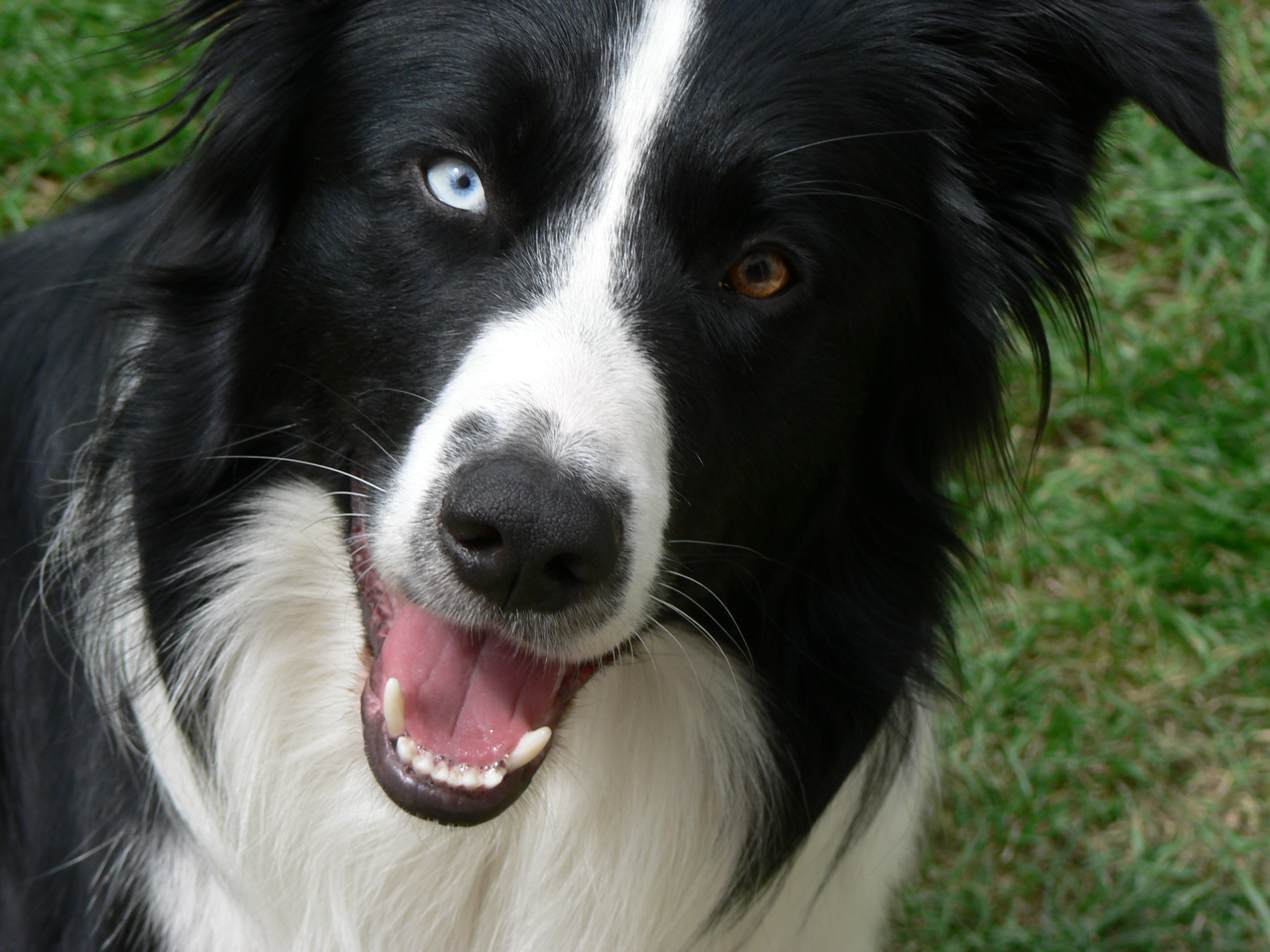
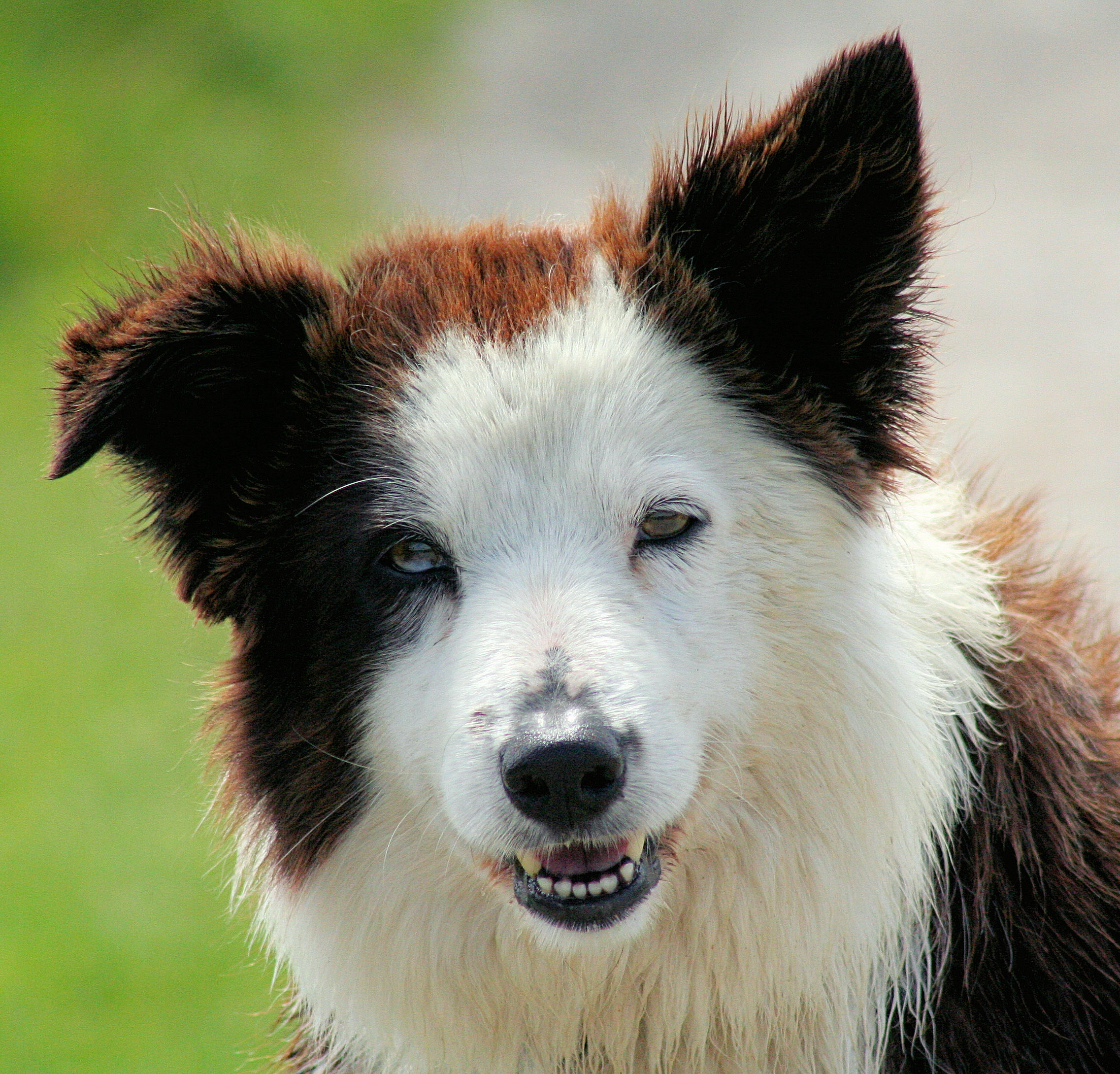

## Agility
Átlagon felüli eszének és mozgékonyságának köszönhetően az agilityben legjobban szereplő kutyafajta.

## Érdekességek
A Budapest Liszt Ferenc nemzetközi repülőtéren egy Border collie űzi el az ott tartózkodó kisebb állatokat, például nyulakat, ürgéket, illetve a kisebb madarakat. Ezek jelenléte komoly balesetekhez vezethetne.
2011-ben egy Solya nevű frizbis border collie nyerte meg az első magyar kutya-topmodell versenyt (www.nexttopdogmodel.hu), a gazdája talpán ülve elkapta a frizbit, majd pitizett (bár a verseny kiírásakor „trükkökről”, mint követelményről szó sem volt).
A 2019-ben elhunyt, Chaser névre keresztelt border collie 1022 különböző játék és tárgy nevét volt képes megtanulni, és gazdájának kérésére odavinni.